# Онур Кая
Онур Кая (фр. Onur Kaya, тур. Onür Kaya, нар. 20 квітня 1986, Брюссель) — бельгійський футболіст турецького походження, півзахисник клубу «Зюлте-Варегем».

## Клубна кар'єра
Народився 20 квітня 1986 року в місті Брюссель. Вихованець футбольної школи клубу «Вітесс». Дорослу футбольну кар'єру розпочав 2005 року в основній команді того ж клубу, в якій провів п'ять сезонів, взявши участь у 78 матчах чемпіонату.
Своєю грою за цю команду привернув увагу представників тренерського штабу клубу «Шарлеруа», до складу якого приєднався 2010 року. Відіграв за команду з Шарлеруа наступні три з половиною сезони своєї ігрової кар'єри. Більшість часу, проведеного у складі «Шарлеруа», був основним гравцем команди.
У січні 2014 року перейшов у «Локерен». У новій команді програв місце у основі Гансу Ванакену, тому за рік зіграв лише 20 матчів у чемпіонаті, а на початку 2015 року перейшов у «Зюлте-Варегем». 2017 року виграв з командою Кубок Бельгії. Станом на 18 травня 2017 року відіграв за команду з Варегема 66 матчів в національному чемпіонаті.

## Виступи за збірну
2002 року дебютував у складі юнацької збірної Бельгії, взяв участь у 5 іграх на юнацькому рівні, відзначившись одним забитим голом.

## Титули і досягнення
- Володар Кубка Бельгії (1):

«Локерен»: 2013-14
«Зюлте-Варегем»: 2016-17